# عبد الغني مطهر
عبد الغني مطهر كان واحداً من القياديين البارزين في تاريخ اليمن الحديث، شارك في ثورة 26 سبتمبر اليمنية وكان المخطط ورسول الثورة إلى الرئيس جمال عبد الناصر.
في 1958م شُكلت اللجنة التأسيسية للأحرار في تعز، التي كان عبد الغني مطهر أحد أعضائها، وشملت كل من عبد الغني مطهر، والشيخ قاسم حسين أبو رأس والشيخ زيد مهفل والشيخ مطيع بن عبد الله دماج والشيخ إبراهيم حاميم والشيخ ناشر عبد الرحمن العريقي والشيخ حسين بن ناصر مبخوت والملازم محمد مفرح وعبد القادر الخطري وعلي حمود الحرازي ورائد أحمد الجرموزي والشاويش حمود سلامة وعبد الله ناجي.
كما كان عبد الغني على رأس تنظيم التجار الأحرار، والذي ضم الشيخ علي محمد سعيد والشيخ عبد القوي حاميم والأستاذ أحمد ناجي العُديني وآخرون.

## مناصب
حصل على العديد من المناصب، من أهمها:
- عضو مجلس قيادة الثورة.
- أول محافظ لمدينة تعز خلال عهد الرئيس عبد الله السلال.

## مؤلفات
ألّف كتاب (يوم ولد اليمن مجده) الذي يحكي فيه قصة وتاريخ مشاركته في الثورة.